# Deskarats
Deskarats és grup musical català que practiquen l'estil ska. Es va formar l'any 1997. L'any 2001 presenten la seva maqueta, deskarat!, formada per cinc temes propis.
L'any 2003, després de nombrosos canvis en els membres del grup, graven el seu primer disc, per la cara, de producció pròpia. Tres anys més tard, després d'una temporada de descans, treuen una nova maqueta, DKS, i el 2008 el disc Disseminat s/n sota la producció de Rob Hingley, cantant de The Toasters. Gràcies a ell i a la confiança cega amb la banda, passen a formar part de la discogràfica americana Megalith Records
El 2009, any del desè aniversari del grup, decideixen obrir mercat a Europa. La gira els portarà a visitar països com Dinamarca, Suïssa, Croàcia, Portugal, Grècia i Àustria. Aquesta visita europea els obre les portes al mercat internacional i finalitzen l'any del seu desè aniversari realitzant una gira de deu dies per la Xina i un últim concert espectacular a Hong Kong. L'estiu del 2011 entren gravar el seu cinquè treball, Festival, que autoediten i pengen a internet.
L'any 2016 i després d'alguns canvis en la formació graven un nou EP, el DKS Vol. 2, que conté 5 temes.
El 2024 celebren 25 anys des de la seva primera actuació al febrer del 1999, per aquest motiu entren a l'estudi a gravar un nou tema.

## Discografia
- 2001 - Deskarat! (maqueta)[4]
- 2003 - Per la cara[4]
- 2006 - DKS[3]
- 2008 - Disseminat s/n[3]
- 2011 - Festival[3]
- 2016 - DKS Vol. 2
- 2024 -